# Pseudasopia
Pseudasopia is een geslacht van vlinders van de familie snuitmotten (Pyralidae), uit de onderfamilie Pyralinae.

## Soorten
- P. cohortalis Grote, 1878
- P. intermedialis Walker, 1862
- P. phoezalis Dyar, 1908